# ビャルトニ・トウラレンセン
ビャルトニ・トウラレンセン（アイスランド語: Bjarni Thorarensen、1786年12月30日 - 1841年8月24日）は、アイスランドの作家。

## 生涯
当時はデンマーク＝ノルウェー領のアイスランド、レイキャヴィークの裕福な家に生まれ、ラウンガウルヴァトラシスラのフリーザルエンディで育った。コペンハーゲン大学で法律学を学んでいたとき、ヘンリック・ステフェンスのロマン派自然哲学の講義に魅了され、詩作を始めた。1811年にアイスランドに戻るとレイキャヴィークの高等裁判所の裁判官を務めた。1833年以降はメズルヴェトリルで北部と東部の行政を管轄する要職に就き、同地で没した。

## 作品
作品は1820年頃から新聞・雑誌に掲載され、没後に『詩集』（Kvæði)としてまとめられた。
作風は中世アイスランド文学の伝統を奉じ、エッダを思わせる古風で力強い文体を好んだ。
また『アイスランドの思い出』（Íslands minni）という詩は平坦なデンマークを退屈で無表情の国と揶揄し、アイスランド人の誇りを鼓舞している。同詩は独立運動下の19世紀末まで、『古の氷河の国』（Eldgamla Ísafold)として非公式の国歌となり、イギリス国歌のメロディーに乗せて歌われた。